# 趙晨光
趙晨光（1981年—）是一位中国作家。

## 生平
1981年出生于辽宁，本科学习法律，研究生改学外国文学。现居北京，担任中國武俠文學學會第四、五屆理事。

## 著作
著有《清明記》、《浩然劍》、《浪跡天涯》、《長生》等多部長篇小說與中短篇小說。

## 荣誉
2007年長篇小說《浩然劍》獲第三屆溫世仁百萬武俠大獎賽首獎，亦是第一位女性首獎得主。